# Ngoko
Der Ngoko ist ein Grenzfluss zwischen Kamerun und der Republik Kongo.

## Verlauf
Er entsteht durch den Zusammenfluss von Dja und Boumba nahe Moloundou und fließt in östlicher Richtung. Der Ngoko bildet in seinem gesamten Verlauf die Grenze zwischen der Region Est in Kamerun und dem Departement Sangha in der Republik Kongo und mündet nördlich von Ouésso von rechts in den Sangha.

## Namensgebung
Manchmal wird der Unterlauf des Dja an der Grenze zur Republik Kongo als Ngoko bezeichnet oder der gesamte Flussverlauf bis zur Mündung in den Sangha wird Dja genannt.

## Geschichte
1900 wurden Philipp Engelhardt, Oskar Förster und weitere im Rahmen der Südkamerun-Expedition im Gebiet des Ngoko mit der Grenzvermessung beauftragt.